# Domus Nova
La Domus Nova, conosciuta in età medievale con il nome di Domus Nova Communis Verone e in epoca moderna come palazzo dei Giudici, è un edificio civile che si affaccia con il suo prospetto principale su piazza dei Signori e con un prospetto secondario lungo piazza delle Erbe, a Verona.

## Storia e descrizione

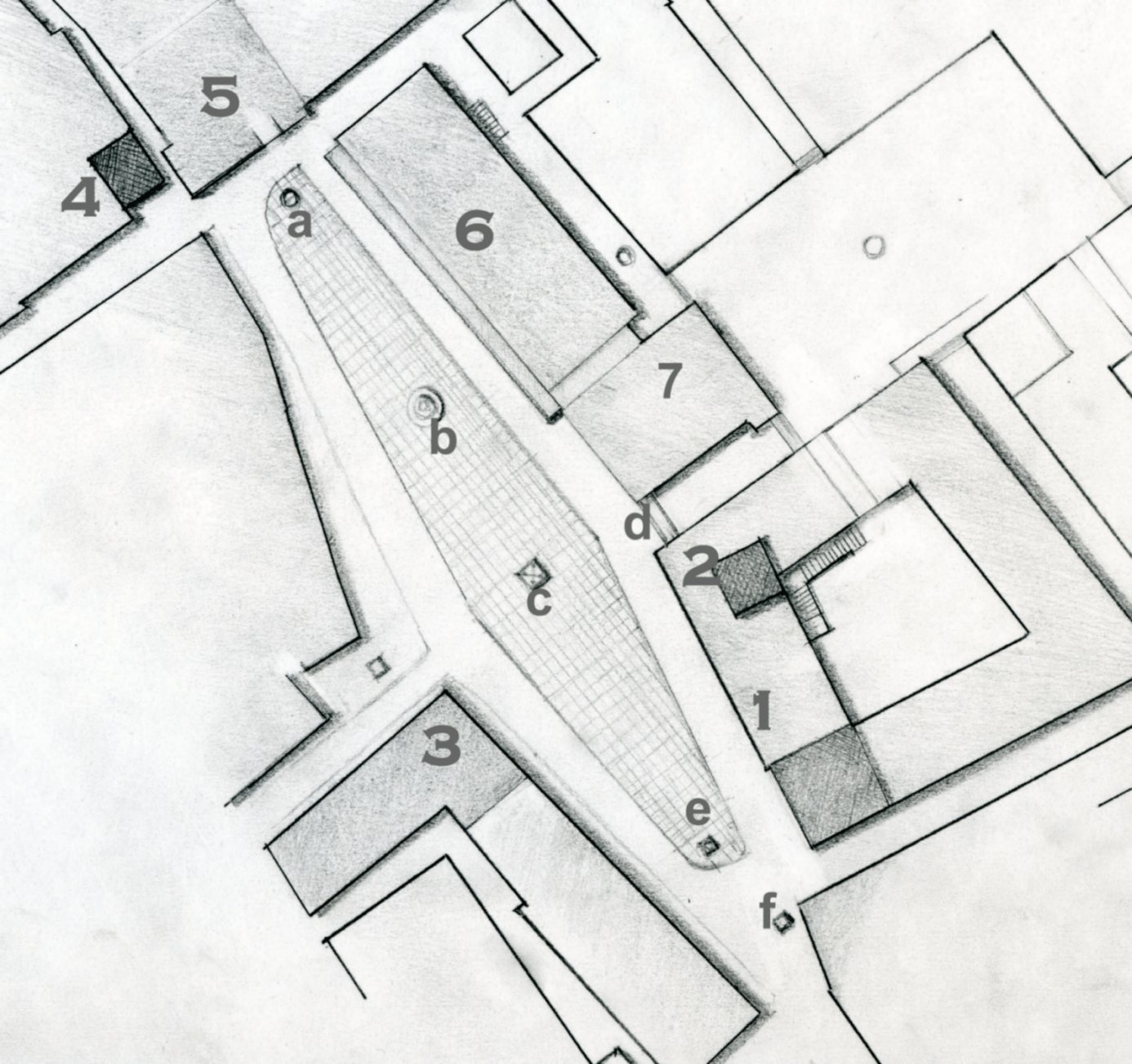
Planimetria di piazza Erbe: al numero 7 la Domus Nova e ai numeri 1 e 6 il palazzo del Comune, oggi detto della Ragione, e le case Mazzanti. La lettera d indica il collegamento sopraelevato ancora esistente

L'edificio, indicato come Domus Nova Communis Verone, è sicuramente esistente nel 1254, ma viene ristrutturato nel 1277 nell'ambito degli interventi di riqualificazione di piazza Erbe commissionati dalla famiglia Della Scala. Il palazzo, separato a livello strada dagli edifici che lo fiancheggiavano tramite volto Barbaro e via della Costa, era in realtà collegato agli stessi mediante collegamenti sopraelevati: in particolare un primo ponticello collegava la Domus Nova, dove trovavano spazio le abitazioni e gli uffici del podestà, con il più antico palazzo del Comune, mentre in un secondo momento fu aggiunto un secondo ponticello di collegamento con i piani superiori delle case Mazzanti, al tempo destinate a magazzino pubblico per il grano e per questo chiamate Domus Bladorum.
Il palazzo, destinato agli alloggi e uffici del podestà, fu tuttavia utilizzato anche per gli incontri dei consigli minori (per esempio quello dei Gastaldioni dei Mestieri) e, durante il breve periodo di dominazione viscontea a Verona, per il Consiglio dei XII Sapienti. A partire dal secolo successivo, quando la città scaligera divenne parte della Serenissima Repubblica di Venezia a seguito di dedizione, l'edificio venne utilizzato anche come abitazione dei giudici assessori stranieri, e per questo motivo cominciò ad essere chiamato anche "palazzo dei Giudici".
L'edificio il 10 giugno 1511 subì alcuni cedimenti e crolli, forse a causa dei danni subiti durante il terremoto avvenuto circa due mesi prima. Evidentemente riparato, nel 1554 il Senato veneto deliberò, su proposta dei rettori di Verona, la vendita dei piani inferiori dell'edificio a privati, in modo da poter utilizzare le somme ricavate per la sistemazione degli alloggi dei giudici all'interno del palazzo del Podestà. A conferma dell'avvenuta riparazione del palazzo, nel 1619 venne aggiunto nel prospetto su piazza dei Signori un orologio marmoreo; lo stesso venne però successivamente rimosso a causa dello stato di degrado del complesso, che nel 1650 subì ulteriori crolli.

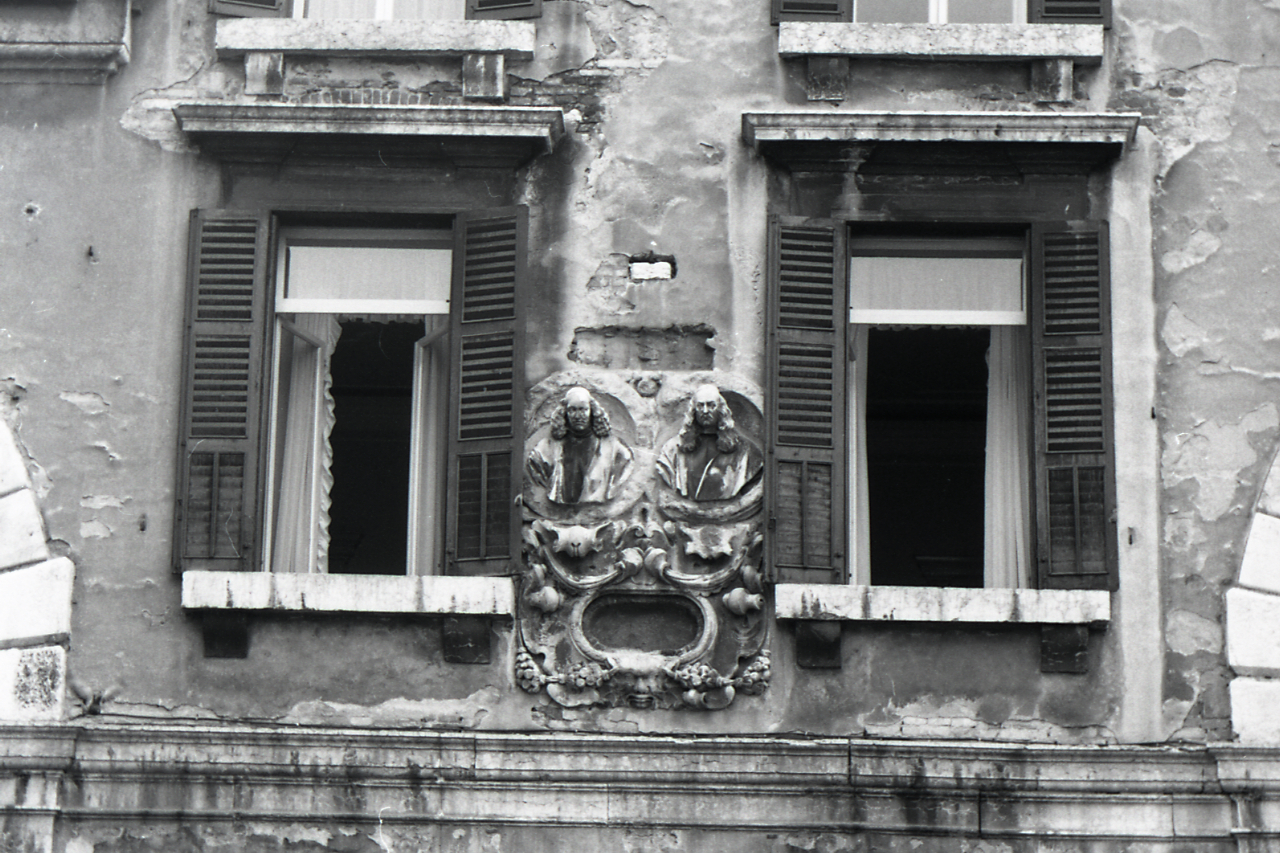
Una delle lapidi in marmo collocate sul prospetto del palazzo, fotografata da Paolo Monti nel 1965

Nella seconda metà del XVII secolo ci si prodigò quindi per la riqualificazione di quel lato della piazza, centro del potere della Verona veneziana e precedentemente scaligera; vennero quindi proposti diversi progetti, tutti inattuabili per via degli importi necessari per l'esecuzione dei lavori, che superavano la somma di 5 000 ducati che era stata predisposta. Nel 1659 si scelse infine un progetto che prevedeva di coinvolgere tutto il lato sud-ovest della piazza, caratterizzato da una serie di tre alti archi a tutto sesto ancora oggi apprezzabili. I lavori di ristrutturazione del palazzo e di costruzione ex novo dei due portali laterali, iniziati nel 1660 e terminati nel 1663, furono diretti dai mastri Stefano Panizza e Francesco Marchesini. Lavori di sopraelevazione della Domus vennero infine portati a termine nel 1731, sotto la committenza dei fratelli Muselli, proprietari del complesso.